# Internationale Friedensfahrt 1980
Die 33. Internationale Friedensfahrt (Course de la paix) war ein Straßenradrennen, das vom 9. bis 24. Mai 1980 ausgetragen wurde.
Die 33. Auflage dieses Radrennens bestand aus 14 Einzeletappen und führte auf einer Gesamtlänge von 2095 km von Warschau über Ost-Berlin nach Prag. Mannschaftssieger war die Sowjetunion. Der beste Bergfahrer war Tadeusz Wojtas aus Polen.
Der aktivste, punktbeste und vielseitigste Fahrer war Olaf Ludwig aus der DDR. Es war seine erste Friedensfahrt, während der er vier Etappen gewann.

## Details
| Etappe             | Start – Ziel                                      | Etappensieger                      | Etappen- länge | Fahrzeit |
| ------------------ | ------------------------------------------------- | ---------------------------------- | -------------- | -------- |
| 0Prolog            | Einzelzeitfahren in Warschau                      | Juri Barinow Sowjetunion           | 006 km         | 2:48:55  |
| 01. Etappe         | Rund um Breslau                                   | Olaf Ludwig DDR                    | 157 km         | 3:39:31  |
| 02. Etappe         | Breslau – Polanica-Zdrój                          | Krzysztof Sujka Polen              | 170 km         | 4:11:58  |
| 03. Etappe         | Polanica-Zdrój – Karpacz                          | Sergei Morosow Sowjetunion         | 170 km         | 4:37:58  |
| 04. Etappe         | Karpacz – Jelenia Góra                            | Krzysztof Sujka Polen              | 158 km         | 4:25:56  |
| 05. Etappe         | Jelenia Góra – Forst                              | Jan Brzeźny Polen                  | 201 km         | 4:46:51  |
| 06. Etappe         | Forst – Ost-Berlin                                | Olaf Ludwig DDR                    | 197 km         | 4:47:23  |
| 07. Etappe         | Ost-Berlin – Halle (Saale)                        | Egbert Koersen Niederlande         | 202 km         | 4:45:39  |
| 08. Etappe         | Einzelzeitfahren in Halle                         | Olaf Ludwig DDR                    | 040 km         | 2:50:37  |
| 09. Etappe         | Halle – Karl-Marx-Stadt                           | John Herety Vereinigtes Königreich | 149 km         | 3:41:52  |
| 10. Etappe         | Karl-Marx-Stadt – Ústí n. L.                      | Juri Barinow Sowjetunion           | 145 km         | 3:26:24  |
| 11. Etappe         | Ústí n. L. – Sokolov                              | Boris Issajew Sowjetunion          | 165 km         | 3:54:43  |
| 12. Etappe         | Sokolov – Příbram                                 | Valerio Piva Italien               | 198 km         | 5:02:26  |
| 13. Etappe, Teil a | Solenice – Pęcice (Tschechien) (Einzelzeitfahren) | Olaf Ludwig DDR                    | 008 km         | 2:13:08  |
| 13. Etappe, Teil b | Příbram – Prag                                    | Schachid Sagretdinow Sowjetunion   | 130 km         | 3:27:39  |